# JAPAN FIRST TOUR GIRLS' GENERATION
「JAPAN FIRST TOUR GIRLS' GENERATION」（ジャパン・ファースト・ツアー・ガールズ・ジェネレーション）は、少女時代のライブ映像作品である。2011年12月14日にNAYUTAWAVE RECORDSから発売された。

## 概要
5月から行われたツアーの模様を収録。DVDが初動6.9万枚を売り上げ、
12/26付オリコン週間DVDランキングで総合首位（ミュージック部門1位）に初登場した。
また、同日発売のBlu-rayが初動3.7万枚を売り上げ、総合2位（ミュージック部門1位）にランクイン。
海外アーティストによる音楽作品でのDVD、BDミュージック部門同時2冠は史上初となった。

## 収録曲
1. GENIE
2. you-aholic
3. MR.TAXI
4. I'm In Love With The HERO
5. Let It Rain
6. Snowy Wish
7. ETUDE
8. Kissing you
9. Oh!
10. THE GREAT ESCAPE
11. BAD GIRL
12. Devil's cry -Taeyeon solo
13. Run Devil Run
14. Beautiful Stranger
15. HOOT
16. Complete
17. My Child
18. Ice Boy
19. HaHaHaSong
20. Gee
21. BORN TO BE A LADY
22. Into the new world
23. Way to go
24. It's Fantastic!
25. 映像特典(豪華初回限定盤のみ)

## 豪華初回限定盤特典
- DVDとBlu-rayで内容の異なる「写真集36P」。
- 「ピンバッジ」は10個セットでBlu-rayはゴールト色、DVDはシルバー色の素材を使用しておりそれを特製化粧箱に収納。
- DVD、Blu-rayともに、デジパック仕様ディスクケースと写真集とピンバッジの入った特製化粧箱を特製キャラメルBOXに収納。